# Międzychód
Międzychód é um município da Polônia, na voivodia da Grande Polônia e no condado de Międzychód. Estende-se por uma área de 6,98 km², com 10 666 habitantes, segundo os censos de 2016, com uma densidade de 1528 hab/km².